# Parque Lineal Gran Canal
El Parque Lineal Gran Canal es un parque urbano alargado con forma de línea recta de más de 5.6 km de longitud situado en la ciudad en la Ciudad de México.
Construido en lo que fue el antiguo Gran Canal del Desagüe, actualmente se ubica un espacio público recuperado que abarca de la Terminal de Autobuses de Pasajeros de Oriente, en la Alcaldía Venustiano Carranza, hasta el Bosque de San Juan de Aragón, en Gustavo A. Madero. 

## Características
La estructura fue diseñada para simbolizar las grandes calzadas prehispánicas, con taludes ajardinados que incorporan rampas y escalinatas a lo largo del parque. La iluminación antes inexistente brinda una nueva opción de espacio público para el oriente de la ciudad.
Se realizó una intervención de 73 mil m² en el desnivel o espacio hundido que ocupó el canal para desaparecer la franja de 1 km de longitud que aislaba barrios. Hubo una reforestación de 27 mil 120 m² de áreas verdes, que canalizan el agua a las jardineras infiltrantes; se incorporaron 708 árboles de pirul, acacia, astronómica, orquídea y níspero, y 8 mil arbustos de lavanda, romero, salvia, lirio, anaranjado y santana.
Se incorporó suelo permeable para incrementar la humedad así como la sombra vegetal los cuales reducen la temperatura entre 4° y 5° centígrados, mitigando el calor urbano; y 12 mil mᵌ de material cubre suelos y taludes. Asimismo cuenta con 2 km de red de riego.

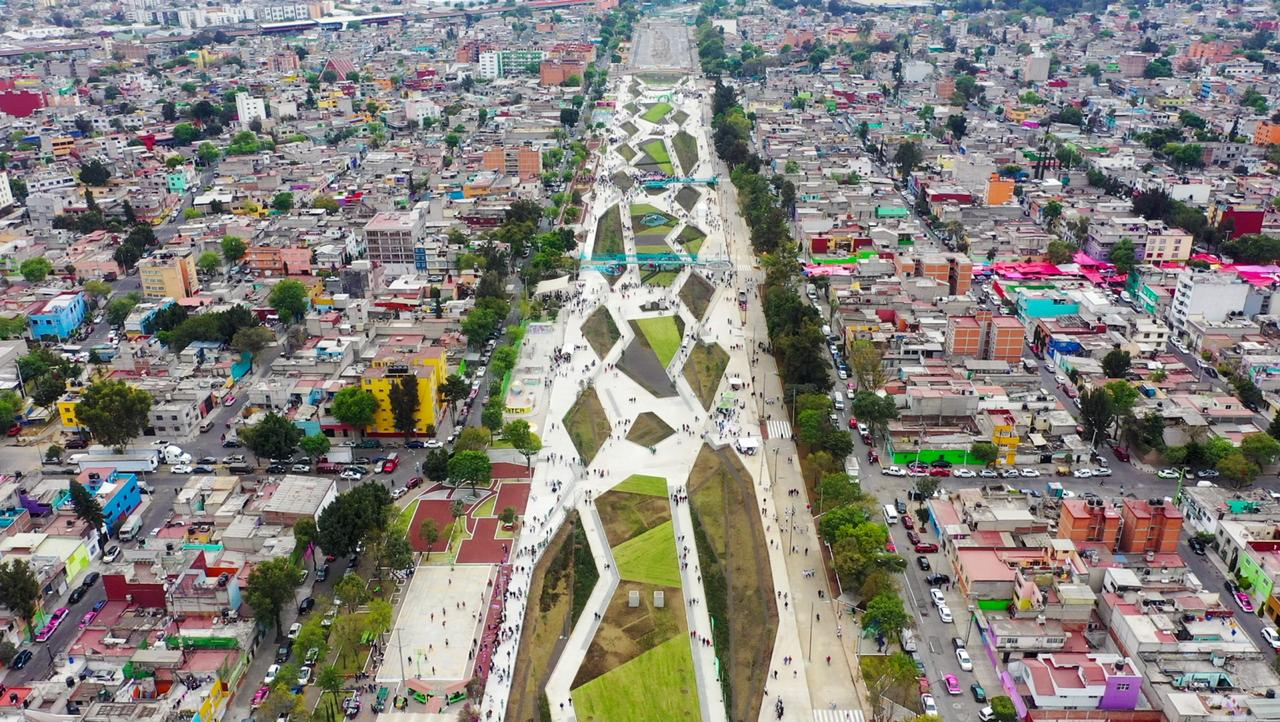
Vista aérea del parque lineal.

El parque cuenta con una iluminación led con 240 luminarias y 46 celdas fotovoltaicas para captación de energía solar. También tiene estructuras de captación pluvial de 48 pozos para infiltrar el agua de lluvia.
Se construyó un skatepark, ciclopista y trotapista de 4 mil 700 metros. Cuenta también con 9 mil metro de plazas y andadores, un ágora, foro al aire libre, juegos infantiles y un parque canino, así como módulos de servicios en pabellones, terrazas, cuarto de máquinas, dos fuentes tipo Geiser y la creación de 24 murales artísticos. 
Se habilitó una plaza pública en el Acceso Norte y se construyó un circuito peatonal para caminar a lo largo de Avenida del Peñón hasta el Eje 1 Norte. Además de accesos peatonales para facilitar ingresos a líneas 4, 5 y B del Metro, así como con las líneas 4 y 5 del Metrobús. 

## Etapas
En 2019, el despacho 128 Arquitectura y Diseño Urbano, en coordinación con el Gobierno de la Ciudad de México, a través de la Secretaría de Obras y Servicios de la Ciudad de México y la Secretaría del Medio Ambiente de la Ciudad de México; realizaron la primera, de dos etapas del proyecto, con un presupuesto total de 184.8 millones de pesos y una intervención de 7.5 hectáreas.
La primera etapa tuvo una intervención de 4 hectáreas de Av. Del Peñón a Eje 2 Norte, con una inversión de 95.9 millones de pesos. 
La segunda etapa consideró 43 mil metros de Avenida del Peñón a Eje 1 Norte, en la alcaldía Venustiano Carranza, con una inversión de 88.9 millones de pesos.

## Reconocimientos
- La primera etapa recibió el Premio al Mejor Proyecto de Impacto Social en la Bienal de Quito en 2020.
- En 2020 recibió mención en el Reino Unido por el Architectural Review Awards.
- En 2022, el Parque Lineal Gran Canal es nominado al Premio Mies Crown Hall Americas 2022 que organiza el Instituto de Tecnología de Illinois, para reconocer la excelencia entre 200 obras de arquitectura construidas durante los dos últimos años en América del Norte y del Sur.[8][9][10][11]